# Journal of Mathematical Analysis and Applications
Im Journal of Mathematical Analysis and Applications, Standardabkürzung J. Math. Anal. Appl. nach ISO 4, werden Artikel der Analysis und ihrer zahlreichen Anwendungen veröffentlicht. Die Analysis ist ein eigenständiges Teilgebiet der Mathematik neben den klassischen Teilgebieten Geometrie und Algebra. Die Zeitschrift wurde 1960 zusammen mit mehreren anderen neuen Mathematikzeitschriften gegründet. Sie wurden anfangs von dem US-amerikanischen Wissenschaftsverlag Academic Press herausgegeben. Später übernahm sie der niederländische Wissenschaftsverlag Elsevier.
Die Zeitschrift widmet sich sowohl den Grundlagen als auch den Anwendungen der Analysis. Bei den Anwendungen liegt der Schwerpunkt auf der mathematischen Behandlung neuartiger Probleme in Physik, Chemie, Biologie und den Ingenieurwissenschaften. 
Der h-Index, eine Kennzahl für die weltweite Wahrnehmung der Zeitschrift von Wissenschaftlern in Fachkreisen, beträgt 148. Die bibliometrische Bewertungsgröße Impact Factor für diese Zeitschrift für das Jahr 2021 hat den Wert 1,427. Der CiteScore (CS) der Zeitschrift für das Jahr 2021 beträgt 2,6. Dieser CiteScore einer wissenschaftlichen Zeitschrift ist ebenfalls ein Maß, das die jährliche durchschnittliche Anzahl von Zitierungen von kürzlich in dieser Zeitschrift veröffentlichten Artikeln widerspiegelt. Diese Bewertungsmetrik für Zeitschriften wurde im Dezember 2016 von Elsevier als Alternative zu den allgemein verwendeten Impact-Faktoren (berechnet von Clarivate Analytics) eingeführt.

## Konzeption der Zeitschrift
Im Einzelnen widmet sich die Zeitschrift folgenden Zweigen der Mathematik, wie auf der Web-Seite der Zeitschrift aufgeführt:
- Analytische Zahlentheorie
- Angewandte Mathematik
- Approximationstheorie
- Variationsrechnung
- Kombinatorik
- Funktionentheorie (Complex analysis)
- Steuerung und Optimierung
- Dynamische Systeme
- Funktionsanalysis, einschließlich der Operatortheorie
- Mathematische Biologie
- Mathematische Physik
- Numerische Mathematik
- Partielle Differentialgleichungen
- Wahrscheinlichkeitstheorie
- Reelle Analysis
- Harmonische Analyse

Diese Zeitschrift hat ein „offenes Archiv“. Alle veröffentlichten Artikel sind uneingeschränkt zugänglich und können 48 Monate nach der Veröffentlichung dauerhaft kostenlos gelesen und heruntergeladen werden. Elsevier behält dabei jedoch die Benutzerlizenz für alle diese Dokumente im Archiv.

## Indexierung
Die Zeitschrift Journal of Mathematical Analysis and Applications wird zum Beispiel in folgenden bibliographischen Datenbanken und Zitationsdatenbanken indexiert:
- Web of Science
- Ei Compendex
- Science Citation Index
- Scopus

Die sog. Titelinformationen der Zeitschrift und die wissenschaftlichen Bibliotheken in Deutschland und Österreich, in denen die Zeitschrift vorhanden ist, können in der Zeitschriftendatenbank (ZDB) nachgeschlagen werden. Im Jahr 2022 führten ca. 200 wissenschaftliche Bibliotheken in Deutschland bzw. Österreich die Zeitschrift.